# Plexus veineux vaginal
Les plexus veineux vaginaux est un groupe de veines drainant le sang du vagin. Son sang s'écoule dans les veines iliaques internes.

## Structure
Le plexus veineux vaginal entoure les parois du vagin. Ses branches communiquent avec les plexus veineux utérins, le plexus veineux vésical et les plexus veineux rectaux/. Il est drainé par les veines vaginales, une de chaque côté, dans les veines iliaques internes (veines hypogastriques),.

## Fonction
Le plexus veineux vaginal draine le sang du vagin. Il contribue à rendre le vagin hautement vascularisé.